# Warlus, Somme
Warlus är en kommun i departementet Somme i regionen Hauts-de-France i norra Frankrike. Kommunen ligger i kantonen Molliens-Dreuil som tillhör arrondissementet Amiens. År 2022 hade Warlus 227 invånare.

## Befolkningsutveckling
Antalet invånare i kommunen Warlus
| Referens: INSEE |